# Walter Langley

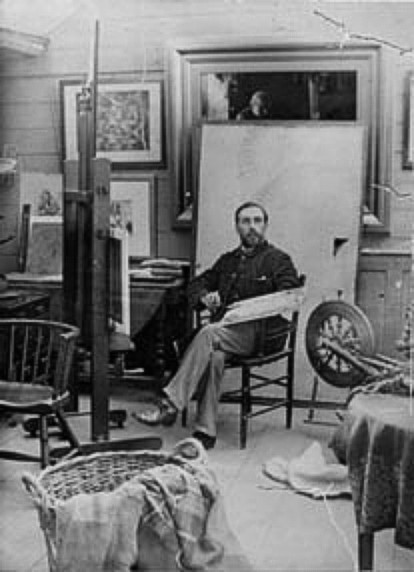
Walter Langley

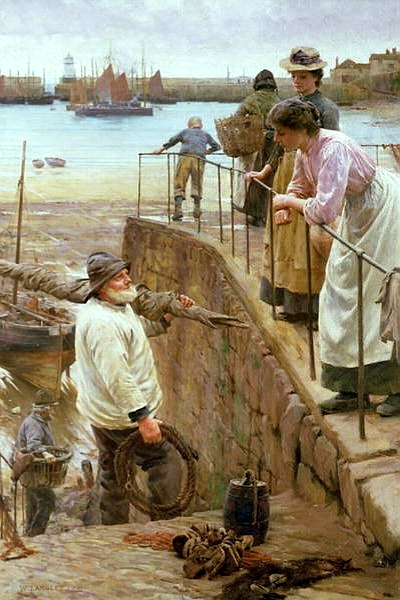

Walter Langley (Birmingham, 1852 - Penzance, 1922) was een Brits kunstenaar. Hij was in 1882 de eerste van de Newlyn Group artiesten die zich daar vestigden.
Langley begon zijn artistieke carrière op vijftienjarige leeftijd als leerling-lithograaf in Birmingham. Op zijn eenentwintigste won hij een studiebeurs voor South Kensington waar hij design studeerde. Hij keerde terug naar Birmingham en werkte er als lithograaf, maar in zijn vrije tijd schilderde hij. Na verloop van tijd gaf hij zijn werk als lithograaf op om zich volledig te wijden aan de schilderkunst.
Alhoewel hij een zeer goede olieverfschilder was legde hij zich toch toe op het schilderen van aquarellen. Hij schilderde scènes uit het leven in een klein vissersdorp en dit werk vertoont grote sympathie voor het harde leven van de bewoners van Newlyn. Een opmerkelijke stijlverwantschap met het sociaal realisme van Constantin Meunier, Maurice Langaskens of Léon Frédéric ligt voor de hand.
Langley stierf in 1922 te Penzance en werd ook daar begraven.
- International Standard Name Identifier: 0000 0001 0999 9891
- Library of Congress Control Number: n87817881
- RKD-Nederlands Instituut voor Kunstgeschiedenis: 47983
- Union List of Artist Names: 500007053
- Virtual International Authority File: 95723874
- WorldCat: E39PBJrrvfRD4mhj4Jq8mqBgKd